# Picramnia guianensis
Espèce
Classification APG III (2009)
Synonymes
- Picramnia tariri DC.
- Tariri guianensis Aubl. - Basionyme[2],[3]

Picramnia guianensis est une espèce rare de petit arbre, endémique du plateau des Guyanes, appartenant à la famille des Picramniaceae (anciennement des Simaroubaceae).
Il est connu au Suriname sous le nom de Taari (Trio). Il aurait été anciennement appelé Tariri chez les Kali'na de Guyane et Brésillet bâtard,.

## Description
Picramnia guianensis est un petit arbre ou arbuste haut de 1,2–7 m, glabre à légèrement pubérulent.
les jeunes rameaux, pétiole et rachis sont densément pubescents apprimés.
Plutôt dioïque, les pieds mâles et femelles sont généralement séparés.
Les feuilles sont longues de 9 à 26 cm, composées imparipennées à (9)11-19(23) folioles alternées, avec des pétiolules longs de 1 à 2 mm.
Les pétioles sont longs de 0,3 à 3 cm. Les folioles sont membraneuses,
généralement glabres et brillantes sur la face adaxiale et glabres à parfois pubérulentes sur la face abaxiale, à nervure médiane pubescente, de forme plus ou moins asymétrique, ovale à elliptique ou rhomboïde,
à base généralement oblique, tronquée, obtuse, aiguë, ou largement cunéiforme à atténuée,
à apex arrondi à fortement acuminé,
à marge ciliée à densément pubescente et légèrement révolutée,
longues de 2 à 6 cm pour 1 à 3 cm de large (5,5-9 x 2-4 cm pour les plus grandes).
Les nervures médianes et secondaires sont saillantes sur les deux faces.
Ses inflorescences sont des grappes solitaires, terminales ou subterminales, pendantes, longues de 30 à 65 cm, pubescentes densément apprimées.
Les racèmes staminés (mâles) sont longs de 10 à 16 cm et les racèmes pistillés (femelles) d'environ 12 cm.
Les fleurs staminées (mâles) sont de couleur crème, avec des pétales longs de 1,5 à 2 mm, et des étamines longues d'environ 2,5 mm. Les fleurs pistillées (femelles) sont de couleur vert jaunâtre, avec des pétales sont longs de 0,5-0,8 mm, des staminodes peu visibles, et l'ovaire pubérulents à densément pubescent.
Le fruit est un drupe jaunes à orange, densément pubescente (poils obtus, cylindriques à subclavés à clavés ou digitiformes), de forme obovoïde-globuleuse, longue de 0,9-1,7 cm pour 0,6-1,3 cm de large.
Le pédicelle fructifère est long de 2-3 mm.
Les calice a des lobes persistants, oblongs-triangulaires, longs de 1 mm,,.

## Répartition
Picramnia guianensis est une espèce endémique du plateau des Guyanes : Guyana, Suriname, Guyane et Amapá (Brésil). On soupçonne sa présence dans le Bolívar (Venezuela).

## Écologie
Picramnia guianensis est une espèce rare et discrète, poussant dans les forêts et les forêts broussailleuses de terre ferme des terres basses, autour de 50 à 800 m d'altitude,,.
Picramnia guianensis est une espèce zoochore,.
Picramnia guianensis produit des phytolithes issus de contenus vésiculaires, que l'on retrouve dans les sédiments anciens.

## Utilisation
(Fusée-Aublet) rapporte les propriétés tinctoriales des feuilles de Picramnia guianensis, utilisées chez les Galibi sur les poteries, les objets en bois, les étoffes, voiles et vêtements de coton, pour obtenir une couleur violette  ou bleu roi,,.
Au Suriname les Trio emploient Picramnia guianensis à des fins médicinales/rituelles et technologiques, et en tirent des revenus.

### Extrait de la «Flore médicale des Antilles» (1822)
En 1822, le botaniste Michel Étienne Descourtilz commente Picramnia guianensis ainsi [informations incertaines à considérer avec précaution au vu des connaissances de l'époque] :

« BRESILLOT BATARD. 
( Stomachique astringent. )
Synonymie. 

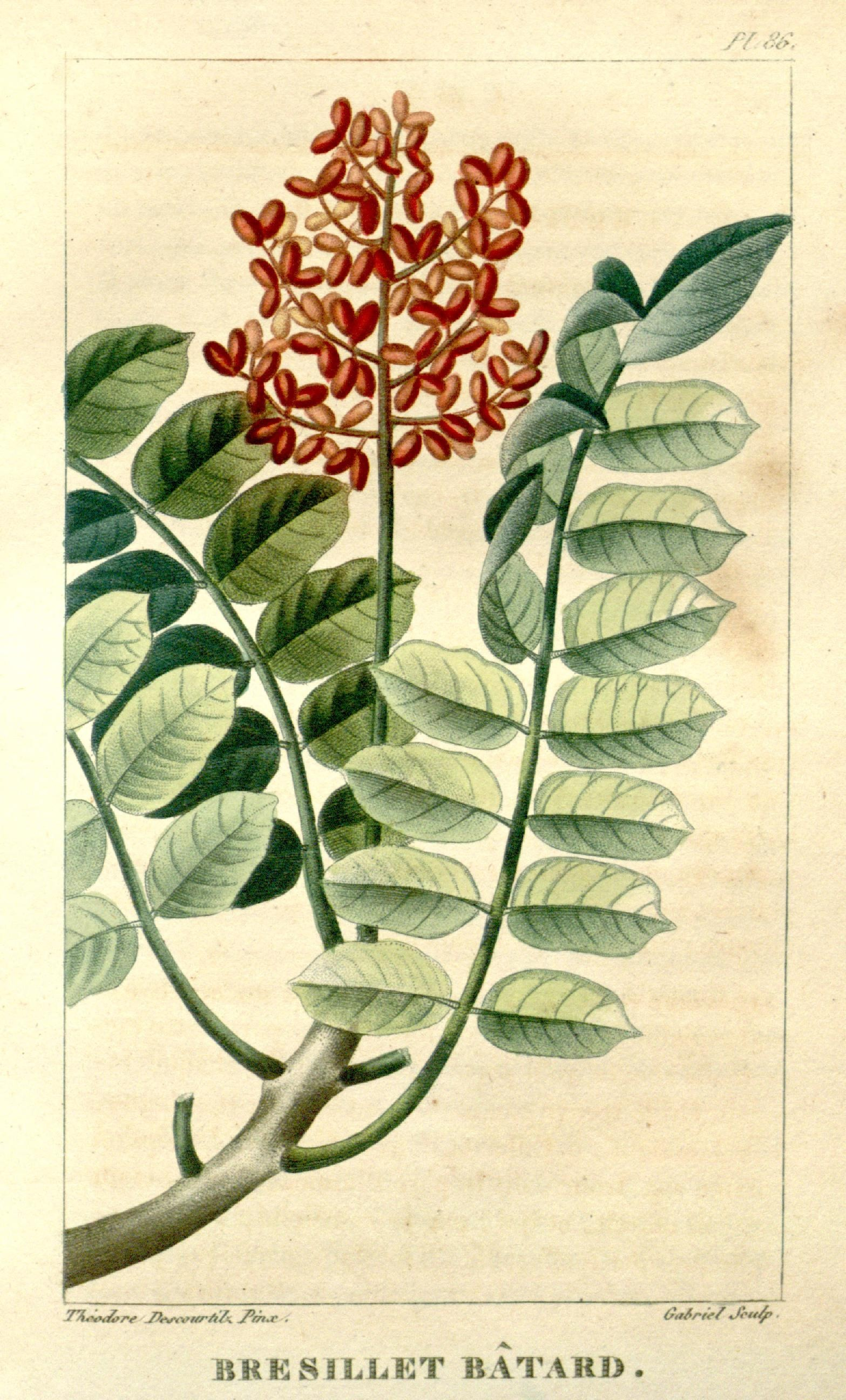
Planche de Picramnia guianensis selon la « Flore médicale des Antilles » (Pl. 86)
« Le Brésillot est représenté au demi-tiers de sa grandeur naturelle. »

Vulg. Brésillet d'Amérique.— Brasiliastrum americanum. Lara. 5. — Pseudo-Brasilium hirsutum Plum. Mss. an Tariri Guianensis. Aublet. Guian. Supp. p. 57, tab. 390. — Tariri, arbor tinctoria , foliis alternis, obscure volaceis. Barr, fr. equîn. 106. a. Brésillot velu. B. le Brésillot glabre. —Pseudo-Brasilium glabrum. Plum. miss. (Encycl, méth. )
Caractères cliniques et particuliers.
Fleurs terminales d'un rouge obscur, d'un seul sexe sur chaque individu. Fleurs mâles inconnues. Fleurs femelles ayant un calice à cinq découpures pointues ; velu en-dehors ; cinq pétales étroits, lancéolés, plus longs que le calice ; un ovaire supérieur ovale, glabre, dépourvu de style; un stigmate sessile à deux lobes planes, ouverts et pubescens. Fruit mou, pulpeux, olivaire ; un noyau uniloculaire.
Histoire naturelle.
Le Brésillot est un arbrisseau remarquable dans les forêts des mornes, par les thyrses de fruits rouges qu'il porte au sommet de chaque rameau. On le trouve communément à Saint-Domingue, à la Jamaïque , à Cuba et dans la Guîane. Lorsqu'on entame son tronc, dit le père Plumier, il en sort un suc qui noircit, et qui, par sa causticité, forme une tache presque ineffaçable s'il tombe sur quelque partie du corps. Son bois teint comme le Brésillet, mais d'une couleur qui est plus brune que rouge. Aublet dit que les feuilles écrasées toutes vertes et pressées dans un morceau de coton, lui communiquent une teinture verte qui, peu après, devient de couleur violette, (vivace.) Il porte fleurs et fruits en juin. On en fait des entourages. Cet arbrisseau, de la famille des Balsamiers, a beaucoup de rapports avec le Brucé et le Comoclade.
Caractères physiques.
Le Brésillot s'élève à la hauteur de huit à dix pieds, sur une tige droite de près de deux pouces de diamètre, recouverte d'une écorce finement gercée et d'un brun grisâtre. Cette tige se divise à son sommet en plusieurs rameaux alternes, couronnés chacun de grandes feuilles éparses , et rapprochées en touffes ou en rosettes terminales. Son bois est d'un rouge brun, ou au moins prend cette couleur quelque temps après qu'il a été exposé à l'air.

Les feuilles sont longues presque d'un pied et demi, ailées avec impaire , et composées de quinze à dix-neuf folioles, ovales pointues , entières ou légèrement anguleuses , lisses, vertes et luisantes en dessus , velues souvent dans leur contour. Tantôt opposées par paires, et tantôt disposées alternativement , et soutenues par un pétiole commun : ces folioles ont trois pouces de longueur ou environ, et sont portées chacune sur un pétiole propre fort court; elles prennent une couleur pourpre, noirâtre en se desséchant»

Les fleurs très-petites, d'un rouge obscur, d'un seul sexe sur chaque Individu , viennent en grappes rameuses et terminales. Celles mâles sont peu connues ; les fleurs femelles présentent , comme je l'ai exposé dans les caractères génériques, cinq pétales, un calice à cinq divisions, un ovaire couronné d'un stigma sessile à deux divisions velues.

Les fruits ollviformes d'un rouge de corail, disposés en grappe terminale , renferment dans une pulpe acidulé un noyau à une seule semence.

1e Le Brésillot glabre diffère du premier en ce qu'il est plus petit 3 ne s'élève qu'à la hauteur de cinq ou six pieds; 2e en ce que son bois, d'un blanc pâle, n'est point propre à la teinture ; 3e en ce que ses feuilles sont tout-à-fait glabres , et n'ont que onze à treize folioles, dont les supérieures sont lancéolées. Les grappes des fleurs sont rameuses , terminales , et longues de quatre à cinq pouces. Les pédoncules communs et particuliers sont un peu pubescens.
Analyse CHIMIQUE.
Je ne connais rien de particulier sur les vertus constituantes du Brésillot.
Propriétés médicinales.
Les praticiens du pays font entrer l'écorce du Brésillot dans les tisanes astringentes. Mais j'avais à choisir dans tant d'espèces dont les vertus sont mieux conslatées que j'ai négligé l'emploi de celle-ci- Je laisse ce soin à mes successeurs.
Mode d'administration.
La dose de l'écorce du Brésillot est une once par deux livres d'eau. »

— M.É. Descourtilz, 1822.

## Protologue
En 1775, le botaniste Aublet propose le protologue suivant : 

« TARIRI Guianenſis. (Tabula 390.)
TARIRI arbor tinctoria ; foliis alternis, obſcurè violaceis. Bar. Franc. Equin. 106.
Frutex decem-pedalis, ramos redos, e caudice emittens. Folia impari-pinnata, alterna; foliolis ternis, quaternis auc quinis, utrinque alternatim coſtæ cylindraceæ adnexis, inæqualitér ſubrotundis, acutis, ſubſeſſilibus, integerrimis, glabris, ad oras villoſis, primó viridibus, poſteà ſeneſcentibus, purpuro-violaceis, deciduis. Supra axiilam coſtæ folioſæ, corpus glandulosum obſervatur. 
Flores, FRUCTUSque deſiderantur.
Folia trita & compreſſa, pannum goſſypinum purpureo colore inficiunt. 
Habitat in ſylvis Guianse. 
Nomen Caribæam TARIRI.

LE TARIRI de la Guiane. (Planche 390.)
Cet arbrisseau s'élève a environ dix pieds. Son tronc à trois pouces de diamètre. Son écorce eſt brune, liſſe. Son bois eſt blanc ; il devient violet quelque temps après qu'il a été expoſé à l'air. Ce tronc pouſſe à ſon ſommet quelques branches droites, garnies de feuilles alternes, ailées à deux rangs de folioles alternes, terminées par un impaire. Ces folioles ſont rangées ſur vine côte ligneuſe, preſque cylindrique ; elles font, ſur chaque rang, tantôt ſix, tantôt ſept, & quelquefois huit; elles ſont vertes, liſſes, entières, velues dans toute leur circonférence. Leur figure varie. On les a repréſentées dans leur forme & grandeur naturelle. La côte a environ neuf pouces de longueur. À une ligne au deſſus de la naiſſance de la feuille, deſſus la branche, eſt un petit corps glanduleux. Les folioles en ſe deſſéchant, prennent une couleur de pourpre violet. Lorſqu'après les avoir écraſées toutes vertes, ou mâchées, on les preſſe dans un morceau de toile de coton, elles lui communiquent d'abord une teinture verte qui devient peu de temps après de couleur violette. 
J’ignore ſi cet arbriſſeau, que j'ai toujours vu de médiocre hauteur, s'élève plus haut, & acquiert un tronc plus gros. Quoique j'aie rencontré pluſieurs fois le Tariri en différents temps de l'année, je ne l'ai jamais pu trouver en fleur ni en fruit. 
II eſt nommé TARIRI par les Galibis. 
II croît dans les grandes forêts de la Guiane. »

— Fusée-Aublet, 1775.